# 6 Heures de Silverstone 2018
Navigation
Édition précédente Édition suivante
Les 6 Heures de Silverstone 2018 est la troisième manche du championnat du monde d'endurance FIA 2018-2019 et la 31e édition de l'épreuve.

## Engagés
La liste contient 34 engagés.
À noter le forfait des deux Ginetta G60-LT-P1 du CEFC TRSM Racing pour l'épreuve du fait d'un changement de fournisseur moteur, entrainant un délai tardif d'homologation auprès de la FIA.

## Circuit
Les 6 Heures de Silverstone 2018 se déroulent sur le Circuit de Silverstone, en Angleterre. Ce circuit est caractérisé par ses courbes rapides, comme l'enchaînement Maggots-Becketts-Chapel très sélectif, suivi d'une longue ligne droite jusqu'au virage Stowe. Ce site est ancré dans la compétition automobile, néanmoins il a connu plus de dix modifications de son tracé, la dernière datant de 2010. Ce circuit est célèbre car il accueille la Formule 1, dont la première manche s'est déroulée sur ce circuit.

## Course

### Classement de la course
Voici le classement officiel au terme de la course.
- Les premiers de chaque catégorie du championnat du monde sont signalés par un fond jaune.
- Pour la colonne Pneus, il faut passer le curseur au-dessus du modèle pour connaître le manufacturier de pneumatiques.

| Pos  | Classe    | no | Écurie                    | Pilotes                                                 | Châssis                        | Pneus | Tours | Temps               |
| Pos  | Classe    | no | Écurie                    | Pilotes                                                 | Moteur                         | Pneus | Tours | Temps               |
| ---- | --------- | -- | ------------------------- | ------------------------------------------------------- | ------------------------------ | ----- | ----- | ------------------- |
| 1    | LMP1      | 3  | Rebellion Racing          | Mathias Beche Thomas Laurent Gustavo Menezes            | Rebellion R13                  | M     | 193   | 6 h 02 min 10 s 579 |
| 1    | LMP1      | 3  | Rebellion Racing          | Mathias Beche Thomas Laurent Gustavo Menezes            | Gibson GK458 4,5 L V8 Atmo     | M     | 193   | 6 h 02 min 10 s 579 |
| 2    | LMP1      | 1  | Rebellion Racing          | Neel Jani André Lotterer                                | Rebellion R13                  | M     | 192   | + 1 tour            |
| 2    | LMP1      | 1  | Rebellion Racing          | Neel Jani André Lotterer                                | Gibson GK458 4,5 L V8 Atmo     | M     | 192   | + 1 tour            |
| 3    | LMP1      | 17 | SMP Racing                | Egor Orudzhev Stéphane Sarrazin                         | BR Engineering BR1             | M     | 192   | + 1 tour            |
| 3    | LMP1      | 17 | SMP Racing                | Egor Orudzhev Stéphane Sarrazin                         | AER P60B 2,4 L V6 Bi-Turbo     | M     | 192   | + 1 tour            |
| 4    | LMP2      | 38 | Jackie Chan DC Racing     | Gabriel Aubry Stéphane Richelmi Ho-Pin Tung             | Oreca 07                       | D     | 185   | +8 tours            |
| 4    | LMP2      | 38 | Jackie Chan DC Racing     | Gabriel Aubry Stéphane Richelmi Ho-Pin Tung             | Gibson GK428 4,2 L V8 Atmo     | D     | 185   | +8 tours            |
| 5    | LMP2      | 37 | Jackie Chan DC Racing     | Jazeman Jaafar Nabil Jeffri Weiron Tan                  | Oreca 07                       | D     | 185   | + 8 tours           |
| 5    | LMP2      | 37 | Jackie Chan DC Racing     | Jazeman Jaafar Nabil Jeffri Weiron Tan                  | Gibson GK428 4,2 L V8 Atmo     | D     | 185   | + 8 tours           |
| 6    | LMP2      | 36 | Singatech Alpine Matmut   | Nicolas Lapierre André Negrão Pierre Thiriet            | Alpine A470                    | D     | 183   | +10 tours           |
| 6    | LMP2      | 36 | Singatech Alpine Matmut   | Nicolas Lapierre André Negrão Pierre Thiriet            | Gibson GK428 4,2 L V8 Atmo     | D     | 183   | +10 tours           |
| 7    | LMP2      | 31 | DragonSpeed               | Anthony Davidson Roberto González Pastor Maldonado      | Oreca 07                       | M     | 181   | +12 tours           |
| 7    | LMP2      | 31 | DragonSpeed               | Anthony Davidson Roberto González Pastor Maldonado      | Gibson GK428 4,2 L V8 Atmo     | M     | 181   | +12 tours           |
| 8    | LMP2      | 29 | Racing Team Nederland     | Frits van Eerd Giedo van der Garde Nyck de Vries        | Dallara P217                   | M     | 181   | + 12 tours          |
| 8    | LMP2      | 29 | Racing Team Nederland     | Frits van Eerd Giedo van der Garde Nyck de Vries        | Gibson GK428 4,2 L V8 Atmo     | M     | 181   | + 12 tours          |
| 9    | LMP2      | 50 | Larbre Compétition        | Erwin Creed Yoshiharu Mori Romano Ricci                 | Ligier JS P217                 | M     | 176   | +17 tours           |
| 9    | LMP2      | 50 | Larbre Compétition        | Erwin Creed Yoshiharu Mori Romano Ricci                 | Gibson GK428 4,2 L V8 Atmo     | M     | 176   | +17 tours           |
| 10   | LMP2      | 28 | TDS Racing                | Loïc Duval François Perrodo Matthieu Vaxivière          | Oreca 07                       | D     | 173   | +20 tours           |
| 10   | LMP2      | 28 | TDS Racing                | Loïc Duval François Perrodo Matthieu Vaxivière          | Gibson GK428 4,2 L V8 Atmo     | D     | 173   | +20 tours           |
| 11   | LMGTE Pro | 51 | AF Corse                  | James Calado Alessandro Pier Guidi                      | Ferrari 488 GTE Evo            | M     | 172   | + 21 tours          |
| 11   | LMGTE Pro | 51 | AF Corse                  | James Calado Alessandro Pier Guidi                      | Ferrari F154CB 3,9 L V8 Turbo  | M     | 172   | + 21 tours          |
| 12   | LMGTE Pro | 67 | Ford Chip Ganassi Team UK | Andy Priaulx Harry Tincknell                            | Ford GT                        | M     | 172   | + 21 tours          |
| 12   | LMGTE Pro | 67 | Ford Chip Ganassi Team UK | Andy Priaulx Harry Tincknell                            | Ford EcoBoost 3,5 L V6 Turbo   | M     | 172   | + 21 tours          |
| 13   | LMGTE Pro | 92 | Porsche GT Team           | Michael Christensen Kévin Estre                         | Porsche 911 RSR                | M     | 172   | + 21 tours          |
| 13   | LMGTE Pro | 92 | Porsche GT Team           | Michael Christensen Kévin Estre                         | Porsche 4,0 L Flat-6 Atmo      | M     | 172   | + 21 tours          |
| 14   | LMGTE Pro | 97 | Aston Martin Racing       | Alex Lynn Maxime Martin                                 | Aston Martin Vantage AMR       | M     | 171   | + 22 tours          |
| 14   | LMGTE Pro | 97 | Aston Martin Racing       | Alex Lynn Maxime Martin                                 | Aston Martin 4,0 L V8 Bi-Turbo | M     | 171   | + 22 tours          |
| 15   | LMGTE Pro | 81 | BMW Team MTEK (en)        | Nick Catsburg Martin Tomczyk                            | BMW M8 GTE                     | M     | 171   | + 22 tours          |
| 15   | LMGTE Pro | 81 | BMW Team MTEK (en)        | Nick Catsburg Martin Tomczyk                            | BMW S63 4,0 L V8 Bi-Turbo      | M     | 171   | + 22 tours          |
| 16   | LMGTE Pro | 66 | Ford Chip Ganassi Team UK | Stefan Mücke Olivier Pla                                | Ford GT                        | M     | 170   | + 23 tours          |
| 16   | LMGTE Pro | 66 | Ford Chip Ganassi Team UK | Stefan Mücke Olivier Pla                                | Ford EcoBoost 3,5 L V6 Turbo   | M     | 170   | + 23 tours          |
| 17   | LMGTE Am  | 77 | Dempsey – Proton Racing   | Julien Andlauer Matt Campbell Christian Ried            | Porsche 911 RSR                | M     | 168   | + 25 tours          |
| 17   | LMGTE Am  | 77 | Dempsey – Proton Racing   | Julien Andlauer Matt Campbell Christian Ried            | Porsche 4,0 L Flat-6 Atmo      | M     | 168   | + 25 tours          |
| 18   | LMGTE Am  | 90 | TF Sport                  | Jonathan Adam Charlie Eastwood Salih Yoluç              | Aston Martin Vantage GTE       | M     | 168   | + 25 tours          |
| 18   | LMGTE Am  | 90 | TF Sport                  | Jonathan Adam Charlie Eastwood Salih Yoluç              | Aston Martin 4,5 L V8 Atmo     | M     | 168   | + 25 tours          |
| 19   | LMGTE Am  | 56 | Team Project 1            | Jörg Bergmeister Patrick Lindsey Egidio Perfetti        | Porsche 911 RSR                | M     | 168   | + 25 tours          |
| 19   | LMGTE Am  | 56 | Team Project 1            | Jörg Bergmeister Patrick Lindsey Egidio Perfetti        | Porsche 4,0 L Flat-6 Atmo      | M     | 168   | + 25 tours          |
| 20   | LMGTE Am  | 98 | Aston Martin Racing       | Paul Dalla Lana Pedro Lamy Mathias Lauda                | Aston Martin Vantage GTE       | M     | 168   | + 25 tours          |
| 20   | LMGTE Am  | 98 | Aston Martin Racing       | Paul Dalla Lana Pedro Lamy Mathias Lauda                | Aston Martin 4,5 L V8 Atmo     | M     | 168   | + 25 tours          |
| 21   | LMGTE Am  | 61 | Clearwater Racing         | Matt Griffin Keita Sawa Weng Sun Mok                    | Ferrari 488 GTE Evo            | M     | 167   | + 26 tours          |
| 21   | LMGTE Am  | 61 | Clearwater Racing         | Matt Griffin Keita Sawa Weng Sun Mok                    | Ferrari F154CB 3.9 L Turbo V8  | M     | 167   | + 26 tours          |
| 22   | LMGTE Am  | 86 | Gulf Racing UK            | Ben Barker Alex Davison Michael Wainwright              | Porsche 911 RSR                | M     | 167   | + 26 tours          |
| 22   | LMGTE Am  | 86 | Gulf Racing UK            | Ben Barker Alex Davison Michael Wainwright              | Porsche 4,0 L Flat-6 Atmo      | M     | 167   | + 26 tours          |
| 23   | LMGTE Am  | 70 | MR Racing                 | Olivier Beretta Eddie Cheever III (en) Motoaki Ishikawa | Ferrari 488 GTE Evo            | M     | 167   | + 26 tours          |
| 23   | LMGTE Am  | 70 | MR Racing                 | Olivier Beretta Eddie Cheever III (en) Motoaki Ishikawa | Ferrari F154CB 3,9 L V8 Turbo  | M     | 167   | + 26 tours          |
| 24   | LMGTE Am  | 88 | Dempsey – Proton Racing   | Matteo Cairoli Gianluca Roda Giorgio Roda               | Porsche 911 RSR                | M     | 167   | + 26 tours          |
| 24   | LMGTE Am  | 88 | Dempsey – Proton Racing   | Matteo Cairoli Gianluca Roda Giorgio Roda               | Porsche 4,0 L Flat-6 Atmo      | M     | 167   | + 26 tours          |
| 25   | LMP1      | 10 | DragonSpeed               | Ben Hanley Henrik Hedman Renger van der Zande           | BR Engineering BR1             | M     | 165   | + 28 tours          |
| 25   | LMP1      | 10 | DragonSpeed               | Ben Hanley Henrik Hedman Renger van der Zande           | Gibson GL458 4,5 L V8 Atmo     | M     | 165   | + 28 tours          |
| 26   | LMGTE Am  | 54 | Spirit of Race            | Francesco Castellacci Giancarlo Fisichella Thomas Flohr | Ferrari 488 GTE Evo            | M     | 158   | + 35 tours          |
| 26   | LMGTE Am  | 54 | Spirit of Race            | Francesco Castellacci Giancarlo Fisichella Thomas Flohr | Ferrari F154CB 3,9 L V8 Turbo  | M     | 158   | + 35 tours          |
| 27   | LMGTE Pro | 71 | AF Corse                  | Sam Bird Davide Rigon                                   | Ferrari 488 GTE Evo            | M     | 157   | + 36 tours          |
| 27   | LMGTE Pro | 71 | AF Corse                  | Sam Bird Davide Rigon                                   | Ferrari F154CB 3.9 L Turbo V8  | M     | 157   | + 36 tours          |
| 28   | LMGTE Pro | 95 | Aston Martin Racing       | Marco Sørensen Nicki Thiim                              | Aston Martin Vantage AMR       | M     | 157   | +36 tours           |
| 28   | LMGTE Pro | 95 | Aston Martin Racing       | Marco Sørensen Nicki Thiim                              | Ferrari F154CB 3,9 L V8 Turbo  | M     | 157   | +36 tours           |
| Abd. | LMGTE Pro | 82 | BMW Team MTEK (en)        | António Félix da Costa Augusto Farfus                   | BMW M8 GTE                     | M     | 116   | Suspension          |
| Abd. | LMGTE Pro | 82 | BMW Team MTEK (en)        | António Félix da Costa Augusto Farfus                   | BMW S63 4,0 L V8 Bi-Turbo      | M     | 116   | Suspension          |
| Abd. | LMP1      | 4  | ByKolles Racing Team      | René Binder Oliver Webb                                 | ENSO CLM P1/01                 | M     | 59    | Spin                |
| Abd. | LMP1      | 4  | ByKolles Racing Team      | René Binder Oliver Webb                                 | Nismo VRX30A 3.0 L Turbo V6    | M     | 59    | Spin                |
| Abd. | LMP1      | 11 | SMP Racing                | Mikhail Aleshin Jenson Button Vitaly Petrov             | BR Engineering BR1             | M     | 23    | Moteur              |
| Abd. | LMP1      | 11 | SMP Racing                | Mikhail Aleshin Jenson Button Vitaly Petrov             | AER P60B 2,4 L V6 Bi-Turbo     | M     | 23    | Moteur              |
| DSQ  | LMP1      | 8  | Toyota Gazoo Racing       | Fernando Alonso Sébastien Buemi Kazuki Nakajima         | Toyota TS050 Hybrid            | M     | 197   | Disqualifié         |
| DSQ  | LMP1      | 8  | Toyota Gazoo Racing       | Fernando Alonso Sébastien Buemi Kazuki Nakajima         | Toyota 2,4 L V6 Bi-Turbo       | M     | 197   | Disqualifié         |
| DSQ  | LMP1      | 7  | Toyota Gazoo Racing       | Mike Conway Kamui Kobayashi José María López            | Toyota TS050 Hybrid            | M     | 197   | Disqualifié         |
| DSQ  | LMP1      | 7  | Toyota Gazoo Racing       | Mike Conway Kamui Kobayashi José María López            | Toyota 2,4 L V6 Bi-Turbo       | M     | 197   | Disqualifié         |
| DSQ  | LMGTE Pro | 91 | Porsche GT Team           | Gianmaria Bruni Richard Lietz                           | Porsche 911 RSR                | M     | 172   | Disqualifié         |
| DSQ  | LMGTE Pro | 91 | Porsche GT Team           | Gianmaria Bruni Richard Lietz                           | Porsche 4,0 L Flat-6 Atmo      | M     | 172   | Disqualifié         |